# Marie van Regteren Altena
Maria Engelina van Regteren Altena (Amsterdam, 28 december 1868 – aldaar, 6 juli 1958) was een Nederlands schilderes. Zij was een van de Amsterdamse Joffers, een groep bevriende Amsterdamse schilderessen die aan het eind van de 19e eeuw studeerden aan de Rijksakademie van beeldende kunsten in Amsterdam. Van Regteren Altena produceerde vooral stillevens en bloemstukken.
De schilderes stamde uit de aristocratische Amsterdamse familie Altena, waar kunst hoog in het vaandel stond. Haar broer Martinus van Regteren Altena (1866-1908) was eveneens kunstschilder. Haar zuster Jo van Regteren Altena (1875-1954) was ontwerpster van beroep en oprichtster van "De kerkuil", een combinatie van Haarlemse kunstnijverheidsateliers.
Van Regteren Altena ging in 1893 naar de academie, waar ze drie jaar bleef. Zij was ook enige tijd een leerling van Nicolaas Bastert (1854-1939). In 1897 trok zij naar Apeldoorn. Ze bezocht tijdens een studiereis Praag, Rome en Zuid-Frankrijk. Tot 1917 bleef ze in Apeldoorn, waarna zij terugkeerde naar Amsterdam. Haar atelier in Hoog Soeren hield ze aan, tot het tijdens de Tweede Wereldoorlog werd verwoest. Van Regteren Altena was lid van Arti et Amicitiae in Amsterdam en Pulchri in Den Haag. Werk van de kunstenares bevindt zich in verschillende Nederlandse musea.